# Lothar Issler
Lothar Issler (* 28. Juli 1943 in Schwäbisch Gmünd) ist ein deutscher Maschinenbauer und Hochschullehrer.

## Leben
Issler studierte von 1962 bis 1968 Maschinenbau an der Universität Stuttgart. Anschließend war er bis 1974 Wissenschaftlicher Assistent am Lehrstuhl für Werkstoffkunde, Festigkeitslehre und Materialprüfung der Universität Stuttgart. Dort erfolgte 1973 seine Promotion zum Dr.-Ing. mit der Arbeit Festigkeitsverhalten von metallischen Werkstoffen unter phasenverschobener Schwingbeanspruchung.
Ab 1977 wurde Issler als Berater für die Deutsche Gesellschaft für Technische Zusammenarbeit für Entwicklungshilfeprojekte, vorwiegend für Projekte in Indien und Südafrika aktiv. 1981 ging er an die Hochschule Esslingen, an der er am Fachbereich Fahrzeugtechnik die Professur für Festigkeitslehre, Werkstoff- und Fügetechnik übernahm. Seit 2001 ist er zudem Leiter des Steinbeis-Transferzentrums Bauteilfestigkeit und -sicherheit, Werkstoff- und Fügetechnik.
2009 erhielt Issler die August-Wöhler-Medaille des Deutschen Verbandes für Materialforschung und -prüfung.

## Forschungsschwerpunkte
Zu seinen Arbeitsbereichen zählen die Experimentelle und numerische Beanspruchungsanalyse, Forschungen zur Schwingfestigkeit, Bruchmechanik sowie Schadensuntersuchungen.

## Publikationen (Auswahl)
- mit Hans Ruoß und Peter Häfele: Festigkeitslehre – Grundlagen. Springer: Berlin, Heidelberg, New York 1. Auflage 1995, 2. Auflage 1997, Nachdruck 2003. ISBN 3-540-40705-7.